# Tessa Blanchard

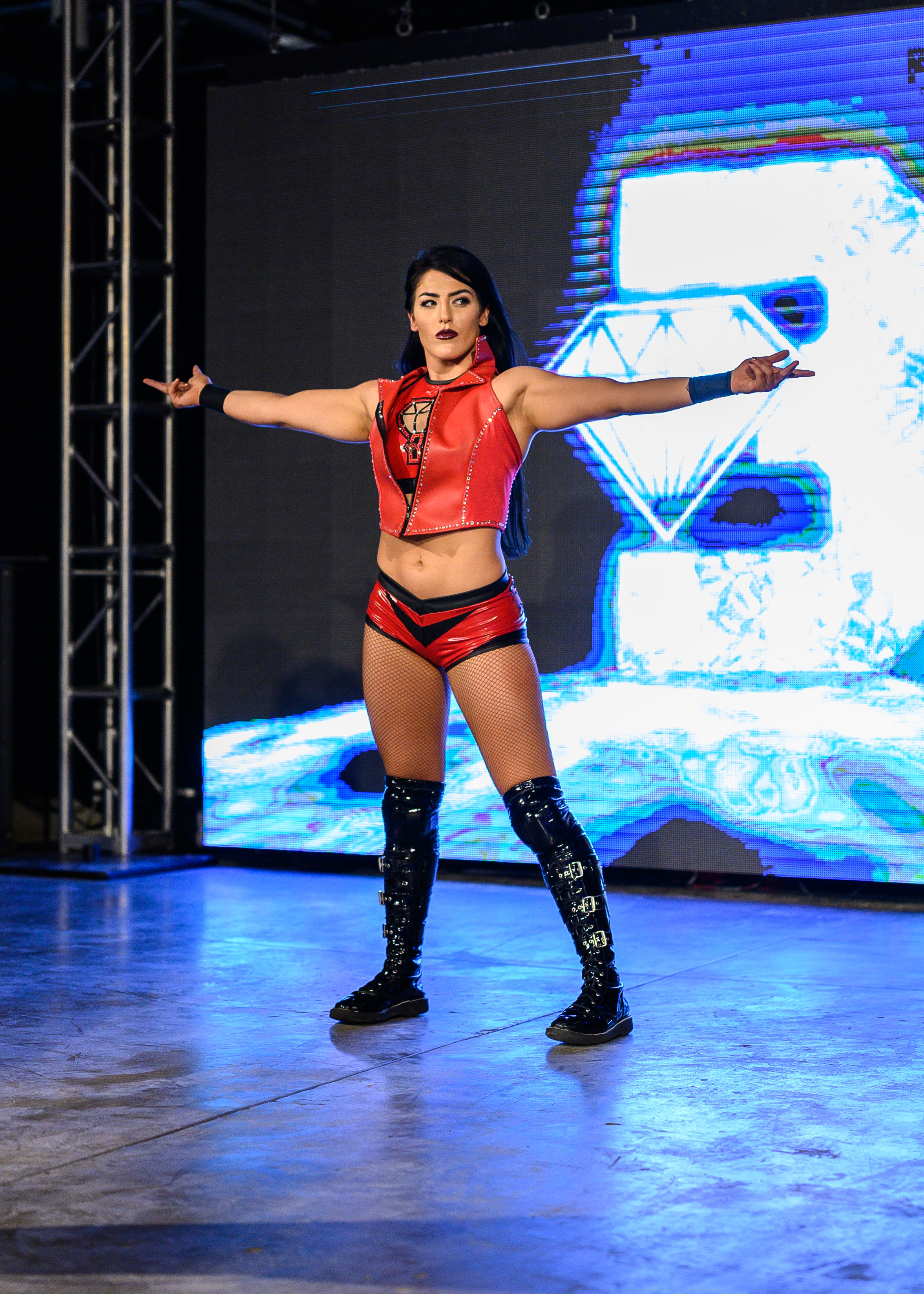
Tessa Blanchard in 2019

Tessa Blanchard (n. 26 iulie 1995, Charlotte, Carolina de Nord, SUA) este o sportivă americană ce evoluează ca wrestler. A câștigat în Impact Wrestling titlul mondial la femei în 2018, iar în 2020 a reușit să câștige și titlul mondial la bărbați în promoție devenind astfel prima femeie care o face. Blanchard este chiar fiica lui Tully Blanchard (The Four Horsemen). 
A primit în 2019 premiul Wrestlerul Anului în Impact Wrestling, iar meciul sau de la Slammiversary XVII împotriva lui Sami Callihan a fost desemnat Meciului Anului.
În 2018, Pro Wrestling Illustrated a numit-o wrestlerul numărul 3 în lume la femei, iar în 2019 a ocupat poziția a 2-a după Becky Lynch din WWE. 